# ترمس مرتب
الترمس المرتب (باللاتينية: Lupinus concinnus) نوع نباتي يتبع جنس الترمس من الفصيلة البقولية المعروفة بقدرتها على تثبيت النيتروجين الجوي من خلال بكتيريا المستجذرة.
موطنه جنوب غرب الولايات المتحدة الأمريكية من ولاية تكساس إلى كاليفورنيا غربًا وشمال المكسيك.

## الوصف النباتي
نبات عشبي حولي أوراقه مركبة كفية، تضم كل واحدة منها ما بين خمس وتسع وريقات. تكسو النبات شعيرات.